# Bol Bol
Bol Manute Bol (* 16. November 1999 in Khartum) ist ein US-amerikanischer Basketballspieler sudanesischer Abstammung.

## Laufbahn
Bol kam im Alter von zwei Jahren in die Vereinigten Staaten, er wuchs zunächst im Bundesstaat Connecticut, dann in Kansas auf und spielte bis 2016 Basketball an der Bishop Miege High School. Während der Saison 2016/17 verstärkte er die Mannschaft der Mater Dei High School in Kalifornien und erzielte 16,5 Punkte, 8,6 Rebounds sowie 2,9 geblockte Würfe je Begegnung. Nach einem Jahr in Kalifornien wechselte Bol zur Mannschaft der Findlay College Prep nach Nevada. Dort verbuchte er im Spieljahr 2017/18 Mittelwerte von 20,4 Punkten, 8,2 Rebounds und 2,4 Blocks pro Einsatz. Im November 2017 veröffentlichte er seinen Entschluss, im Folgejahr an die University of Oregon zu wechseln. Der Innenspieler hatte auch Angebote der University of Kentucky, der University of Arizona sowie der University of Southern California erwogen. Seine Zeit an der University of Oregon war von einer Fußverletzung geprägt, die er sich im Dezember 2018 zuzog und weshalb er lediglich neun Einsätze für die Mannschaft bestritt, in denen er im Durchschnitt 21 Punkte sowie 9,6 Rebounds und 2,7 Blocks verbuchte.
Ende März 2019 gab er das Ende seiner Hochschullaufbahn bekannt, um ins Profilager zu wechseln und am Draft-Verfahren der NBA teilzunehmen. Er wurde dort von den Miami Heat (zweite Runde, 44. Stelle) ausgewählt, aber noch am selben Abend an die Denver Nuggets abgegeben. Im September 2019 wurde er von Denver mit einem Vertrag ausgestattet. Der Durchbruch gelang ihm in Denver nicht, im Januar 2022 gab ihn die Mannschaft an die Boston Celtics ab. Bol Bol wurde von Boston nicht eingesetzt, im Februar 2022 reichte die Mannschaft ihn an die Orlando Magic weiter. Im Sommer 2023 endete die Zusammenarbeit.
Im Juli 2023 wurde er von den Phoenix Suns verpflichtet.

### Nationalmannschaft
2017 nahm er an einem Trainingslager der U19-Nationalmannschaft der USA teil. Im Frühjahr 2018 lief Bol bei der Talenteschau Nike Hoop Summit für die Auswahl der Vereinigten Staaten auf. Er gehörte im Vorfeld der Olympischen Sommerspiele 2024 zum Aufgebot der Nationalmannschaft des Südsudan, gab aber wenige Tage vor den Spielen seinen Teilnahmeverzicht aus persönlichen Gründen bekannt.

### Persönliches
Bol ist der Sohn des Basketballprofis Manute Bol (1962–2010), der mit 2,31 m zu den größten Spielern der NBA-Geschichte gehört.

## Karriere-Statistiken

### NBA

#### Hauptrunde
| Saison  | Team    | GP  | GS | MPG  | FG % | 3P % | FT % | RPG | APG | SPG | BPG | PPG |
| ------- | ------- | --- | -- | ---- | ---- | ---- | ---- | --- | --- | --- | --- | --- |
| 2019–20 | Denver  | 7   | 0  | 12.4 | .500 | .444 | .800 | 2.7 | 0.9 | 0.3 | 0.9 | 5.7 |
| 2020–21 | Denver  | 32  | 2  | 5.0  | .431 | .375 | .667 | 0.8 | 0.2 | 0.1 | 0.3 | 2.2 |
| 2021–22 | Denver  | 14  | 0  | 5.8  | .556 | .250 | .400 | 1.4 | 0.4 | 0.1 | 0.1 | 2.4 |
| 2022–23 | Orlando | 70  | 33 | 21.5 | .546 | .265 | .759 | 5.8 | 1.0 | 0.4 | 1.2 | 9.1 |
| 2023–24 | Phoenix | 43  | 0  | 10.9 | .616 | .423 | .789 | 3.2 | 0.4 | 0.2 | 0.6 | 5.2 |
| Gesamt  | Gesamt  | 166 | 35 | 13.9 | .550 | .327 | .745 | 3.6 | 0.6 | 0.3 | 0.8 | 6.0 |

#### Play-offs
| Saison  | Team    | GP | GS | MPG | FG % | 3P % | FT % | RPG | APG | SPG | BPG | PPG |
| ------- | ------- | -- | -- | --- | ---- | ---- | ---- | --- | --- | --- | --- | --- |
| 2019–20 | Denver  | 4  | 0  | 5.3 | .556 | .667 | .875 | 1.3 | 0.0 | 0.5 | 0.5 | 4.8 |
| 2020–21 | Denver  | 3  | 0  | 2.0 | .000 | .000 | —    | 0.3 | 0.7 | 0.0 | 0.0 | 0.0 |
| 2023–24 | Phoenix | 3  | 0  | 4.3 | .333 | —    | —    | 1.3 | 0.0 | 0.3 | 0.0 | 0.7 |
| Gesamt  | Gesamt  | 10 | 0  | 4.0 | .462 | .500 | .875 | 1.0 | 0.2 | 0.3 | 0.2 | 2.1 |